# Шевалье, Марсель
Марсе́ль Шевалье́ (фр. Marcel Chevalier; 28 февраля 1921, Монруж — 8 октября 2008, Вандом) — последний главный палач во Франции. 
В 1976 году он сменил дядю своей жены Андре Обрехта и занимал этот пост до 1981 года, когда при президенте Франсуа Миттеране и министре юстиции Робере Бадентере была отменена смертная казнь. Методом применения смертной казни за гражданские преступления, караемые смертной казнью, во Франции с 1791 по 1981 год было обезглавливание гильотиной. 
Шевалье начал карьеру палача в 1958 году а после назначения главным палачом Франции в 1976 году, казнил двух последних человек: Жеро́ма Карре́н и Хамиду Джандуби́. 